# Comuni dell'Umbria
I comuni dell'Umbria sono i comuni italiani presenti nella regione Umbria. Sono 92 e sono così suddivisi (al 1º gennaio 2019):
- 59 appartengono alla provincia di Perugia
- 33 appartengono alla provincia di Terni.

## Lista
| Comune                     | Provincia | Popolazione | Superficie (km²) |
| -------------------------- | --------- | ----------- | ---------------- |
| Acquasparta                | Terni     | 5 173       | 79,58            |
| Allerona                   | Terni     | 1 881       | 82,21            |
| Alviano                    | Terni     | 1 546       | 23,81            |
| Amelia                     | Terni     | 12 091      | 132,55           |
| Arrone                     | Terni     | 2 918       | 40,98            |
| Assisi                     | Perugia   | 28 143      | 186,84           |
| Attigliano                 | Terni     | 1 967       | 10,45            |
| Avigliano Umbro            | Terni     | 2 671       | 51,32            |
| Baschi                     | Terni     | 2 847       | 68,31            |
| Bastia Umbra               | Perugia   | 21 800      | 27,62            |
| Bettona                    | Perugia   | 4 428       | 45,20            |
| Bevagna                    | Perugia   | 5 156       | 56,16            |
| Calvi dell'Umbria          | Terni     | 1 942       | 45,75            |
| Campello sul Clitunno      | Perugia   | 2 538       | 49,82            |
| Cannara                    | Perugia   | 4 324       | 32,65            |
| Cascia                     | Perugia   | 3 257       | 181,09           |
| Castel Giorgio             | Terni     | 2 207       | 42,35            |
| Castel Ritaldi             | Perugia   | 3 354       | 22,53            |
| Castel Viscardo            | Terni     | 3 079       | 26,25            |
| Castiglione del Lago       | Perugia   | 15 618      | 205,54           |
| Cerreto di Spoleto         | Perugia   | 1 149       | 74,79            |
| Citerna                    | Perugia   | 3 517       | 24,20            |
| Città della Pieve          | Perugia   | 7 836       | 111,37           |
| Città di Castello          | Perugia   | 40 567      | 387,53           |
| Collazzone                 | Perugia   | 3 565       | 55,81            |
| Corciano                   | Perugia   | 19 004      | 63,69            |
| Costacciaro                | Perugia   | 1 319       | 41,30            |
| Deruta                     | Perugia   | 9 622       | 44,39            |
| Fabro                      | Terni     | 2 951       | 34,33            |
| Ferentillo                 | Terni     | 1 981       | 69,61            |
| Ficulle                    | Terni     | 1 735       | 64,80            |
| Foligno                    | Perugia   | 58 162      | 263,77           |
| Fossato di Vico            | Perugia   | 2 893       | 35,30            |
| Fratta Todina              | Perugia   | 1 896       | 17,52            |
| Giano dell'Umbria          | Perugia   | 3 826       | 44,43            |
| Giove                      | Terni     | 1 941       | 15,19            |
| Gualdo Cattaneo            | Perugia   | 6 472       | 96,79            |
| Gualdo Tadino              | Perugia   | 15 740      | 124,19           |
| Guardea                    | Terni     | 1 878       | 39,30            |
| Gubbio                     | Perugia   | 32 998      | 525,08           |
| Lisciano Niccone           | Perugia   | 627         | 35,52            |
| Lugnano in Teverina        | Terni     | 1 569       | 29,68            |
| Magione                    | Perugia   | 14 799      | 129,81           |
| Marsciano                  | Perugia   | 20 174      | 161,21           |
| Massa Martana              | Perugia   | 3 947       | 78,11            |
| Monte Castello di Vibio    | Perugia   | 1 633       | 31,91            |
| Monte Santa Maria Tiberina | Perugia   | 1 215       | 71,98            |
| Montecastrilli             | Terni     | 5 265       | 62,43            |
| Montecchio                 | Terni     | 1 778       | 48,99            |
| Montefalco                 | Perugia   | 5 763       | 69,34            |
| Montefranco                | Terni     | 1 326       | 10,13            |
| Montegabbione              | Terni     | 1 256       | 51,21            |
| Monteleone di Spoleto      | Perugia   | 636         | 61,58            |
| Monteleone d'Orvieto       | Terni     | 1 576       | 23,85            |
| Montone                    | Perugia   | 1 675       | 50,89            |
| Narni                      | Terni     | 19 731      | 197,86           |
| Nocera Umbra               | Perugia   | 6 175       | 157,19           |
| Norcia                     | Perugia   | 4 995       | 274,34           |
| Orvieto                    | Terni     | 21 130      | 281,16           |
| Otricoli                   | Terni     | 1 984       | 27,27            |
| Paciano                    | Perugia   | 974         | 16,83            |
| Panicale                   | Perugia   | 5 983       | 78,84            |
| Parrano                    | Terni     | 491         | 39,89            |
| Passignano sul Trasimeno   | Perugia   | 5 713       | 81,06            |
| Penna in Teverina          | Terni     | 1 129       | 9,97             |
| Perugia                    | Perugia   | 162 492     | 449,92           |
| Piegaro                    | Perugia   | 3 847       | 98,92            |
| Pietralunga                | Perugia   | 2 270       | 140,24           |
| Poggiodomo                 | Perugia   | 99          | 40,01            |
| Polino                     | Terni     | 207         | 19,46            |
| Porano                     | Terni     | 1 971       | 13,54            |
| Preci                      | Perugia   | 778         | 82,10            |
| San Gemini                 | Terni     | 4 947       | 27,58            |
| San Giustino               | Perugia   | 11 428      | 80,69            |
| San Venanzo                | Terni     | 2 370       | 168,86           |
| Sant'Anatolia di Narco     | Perugia   | 592         | 47,32            |
| Scheggia e Pascelupo       | Perugia   | 1 484       | 63,95            |
| Scheggino                  | Perugia   | 484         | 35,17            |
| Sellano                    | Perugia   | 1 151       | 85,54            |
| Sigillo                    | Perugia   | 2 532       | 26,34            |
| Spello                     | Perugia   | 8 712       | 61,31            |
| Spoleto                    | Perugia   | 39 574      | 349,63           |
| Stroncone                  | Terni     | 5 035       | 71,38            |
| Terni                      | Terni     | 106 389     | 211,90           |
| Todi                       | Perugia   | 17 399      | 223,01           |
| Torgiano                   | Perugia   | 6 585       | 37,88            |
| Trevi                      | Perugia   | 8 405       | 71,16            |
| Tuoro sul Trasimeno        | Perugia   | 3 886       | 55,58            |
| Umbertide                  | Perugia   | 16 890      | 200,16           |
| Valfabbrica                | Perugia   | 3 560       | 92,06            |
| Vallo di Nera              | Perugia   | 341         | 36,03            |
| Valtopina                  | Perugia   | 1 465       | 40,51            |

## Statistiche

### Provincia di Perugia
- Comune più popoloso: Perugia
- Comune meno popoloso: Poggiodomo
- Comune più esteso: Gubbio
- Comune meno esteso: Paciano

### Provincia di Terni
- Comune più popoloso: Terni
- Comune meno popoloso: Polino
- Comune più esteso: Orvieto
- Comune meno esteso: Penna in Teverina